# Slaughterhouse
Slaughterhouse is een Amerikaanse voormalige rapgroep gevormd door Royce Da 5'9", Crooked I, Joe Budden en Joell Ortiz.

## Geschiedenis
Slaughterhouse werd opgericht in 2008, nadat Royce Da 5'9", Joell Ortiz en Crooked I hadden meegewerkt aan de titeltrack van Joe Buddens album Halfway House. In 2009 brachten ze hun debuutalbum Slaughterhouse uit. In 2010 verschenen ze op het album van Eminem, Recovery, in de bonustrack, "Session One".
Het gelijknamige debuutalbum verscheen op 11 augustus 2009 op E1 Music. Het album werd naar verluidt opgenomen gedurende een periode van zes dagen. Het bevat werk van Focus, The Alchemist, DJ Khalil, StreetRunner en Mr. Porter van D12.

## Discografie

### Albums
- Slaughterhouse (2009)
- Welcome to: Our House (2012)

### Ep's
- Slaughterhouse (2011)

### Mixtapes
- On the House (2012)